# Diplopterygium longissimum
Diplopterygium longissimum är en ormbunkeart som först beskrevs av Bl., och fick sitt nu gällande namn av Takenoshin Nakai. Diplopterygium longissimum ingår i släktet Diplopterygium och familjen Gleicheniaceae. Inga underarter finns listade.